# Microsoft SideWinder
Microsoft SideWinder è il nome con cui si indica una famiglia di controller per PC sviluppata da Microsoft a partire dal 1995. Nonostante fosse rivolto solo agli utenti di Microsoft Windows, i controller Microsoft SideWinder possono essere usati anche con sistemi operativi macOS, Mac OS 9 con USB OverDrive installato, e Linux.

## Descrizione e storia
La linea include joystick, gamepad e volanti. Furono prodotti molti joystick diversi, tra cui il Force Feedback 2, il 3D Pro, e il classico SideWinder. La linea include anche molti tipi di gamepad, come  la versione per game port, una versione plug-and-play per game port, e la versione USB. Tra i volanti (controller che permettono di simulare l'esperienza di guida), ci sono stati il  Precision Racing Wheel e il Force Feedback Wheel, che include i pedali dell'acceleratore e del freno.
La linea SideWinder è stata chiusa nel 2003 da Microsoft, che lamentava vendite deludenti. L'azienda da allora è tornata sul mercato dell'hardware per videogiochi, nella speranza di poter lanciare un gamepad standardizzato per Windows Vista appoggiandosi all'hardware già sviluppato per Xbox 360.
Nell'agosto 2007 Microsoft ha annunciato che avrebbe riportato in vita la linea di periferiche SideWinder con il SideWinder Mouse, che avrebbe dovuto essere messo in commercio in ottobre 2007.
Nell'ottobre 2014 Microsoft non aveva più alcun prodotto con marchio SideWinder nel proprio catalogo hardware. I gamepad venduti sul sito della Microsoft usano i marchi Xbox 360 o Xbox One.